# おひつじ座SX型変光星
おひつじ座SX型変光星(SX Arietis variable)は、変光星の種類である。りょうけん座α2型変光星の高温のアナログであり、強い磁場とHe IとSi IIIの強いスペクトル線を示す。明るさの変化は約0.1等級、周期は約1日である。